# Tradewest Digital
Ne doit pas être confondu avec Tradewest ou Tradewest Games.
Tradewest Digital est une entreprise anglaise fondée, en 2010 qui exerce son activité dans le domaine du jeu vidéo (édition, distribution). L'entreprise est née de la fusion de Midway Games Ltd et Midway Games SAS. Une holding nommée Tradewest Games Holding est créée pour gérer Tradewest Games, la filiale française et Tradewest Digital, la filiale anglaise,.

## Historique
Tradewest Digital est créée en 2010. Le 19 août 2009, Midway Games Ltd, fondé en 1999[réf. nécessaire] à Londres, en Angleterre, filiale anglaise de Midway Games est vendu à Spiess Media Holding UG, détenue par Martin Spiess (auparavant dirigeant de Midway Games),. Midway Games Ltd est fusionné avec le bureau de Paris Midway Games SAS, fondé en 2005 à Paris en France, filiale française de Midway Games. Une holding nommée Tradewest Games Holding est créée pour gérer Tradewest Games, la filiale française et Tradewest Digital, la filiale anglaise,. 